# Beznovci
Beznovci este o localitate din comuna Puconci, Slovenia, cu o populație de 174 de locuitori.